# Miss Italia 1995
Miss Italia 1995 si è svolta a Salsomaggiore Terme in tre serate: il 30 agosto e il 1° e 2 settembre 1995. Il concorso è stato condotto da Fabrizio Frizzi, in diretta da Salsomaggiore Terme. Presidente della giuria artistica è Alberto Tomba, che ha incoronato la vincitrice del concorso, la ventenne Anna Valle di Lentini (SR). Seconda classificata, la diciannovenne Arianna Marchetti di Chioggia (VE) vincitrice della fascia Miss Ragazza in Gambissime e infine terza Cristina Massetti di Perugia detentrice del titolo Miss Televolto 95.

## Piazzamenti
| Risultato finale     | Concorrente           |
| -------------------- | --------------------- |
| Miss Italia 1995     | - – Anna Valle        |
| Seconda classificata | - – Arianna Marchetti |
| Terza classificata   | - – Cristina Massetti |
| Quarta classificata  | - – Romina Pani       |
| Quinta classificata  | - – Domenica De Biasi |
| Sesta classificata   | - – Stefania Scatena  |

## Altri riconoscimenti
- Miss Cinema: Valentina Pace
- Miss Eleganza: Anna Valle
- Miss Top Model Tomorrow: Stefania Scatena
- Miss Ragazza in Gambissime: Arianna Marchetti
- Miss Linea Sprint: Laura Omero
- Miss Sorriso: Lisa Gritti
- Miss Moda: Romina Pani
- Miss Televolto 95: Cristina Massetti
- Miss Ragazza immagine: Selena Lanucara

## Le concorrenti
1) Federica Varini (Miss Valle d'Aosta)

2) Laura Omero (Miss Piemonte)

3) Elisabetta Pezzone (Miss Lombardia)

4) Emanuela Giordani (Miss Milano)

5) Irmella Brugger (Miss Trentino Alto Adige) (ritirata)

6) Oksana Visintini (Miss Friuli Venezia Giulia)

7) Roberta Schiavon (Miss Veneto)

8) Federica Tonon (Miss Triveneto)

9) Stefania Viola (Miss Liguria)

10) Gemma Cacciari (Miss Emilia)

11) Katia Verardi (Miss Romagna)

12) Stefania Scatena (Miss Toscana)

13) Stefania Abela (Miss Marche)

14) Cristina Massetti (Miss Umbria)

15) Paola Manocchio (Miss Lazio) (squalificata)

16) Serenella Ronchi (Miss Roma)

17) Loridana Spada (Miss Abruzzo) (squalificata per motivi anagrafici)

18) Iony Vecchi (Miss Molise)

19) Manuela Contaldi (Miss Campania)

20) Domenica De Biasi (Miss Puglia)

21) Daniela Gurrado (Miss Basilicata)

22) Valentina Ammirato (Miss Calabria)

23) Anna Valle (Miss Sicilia)

24) Romina Pani (Miss Sardegna)

25) Ramona Bertazzo (Miss Cinema Piemonte)

26) Alessandra Fusato (Miss Cinema Veneto)

27) Monica Bellucci (Miss Cinema Emilia)

28) Linda Santaguida (Miss Cinema Romagna)

29) Barbara Cioni (Miss Cinema Toscana)

30) Monia Musci (Miss Cinema Lazio)

31) Valentina Pace (Miss Cinema Roma)

32) Emanuela Bellopede (Miss Cinema Campania)

33) Raffaella Vacca (Miss Cinema Puglia)

34) Rossana Lapa (Miss Cinema Calabria)

35) Elisa Orlando (Miss Cinema Sicilia)

36) Erika Basanisi (Miss Eleganza Veneto)

37) Francesca Mazzalai (Miss Eleganza Triveneto)

38) Marika Iori (Miss Eleganza Emilia)

39) Susy Agnolini (Miss Eleganza Toscana)

40) Marilena Lantieri (Miss Eleganza Marche)

41) Michela Tamburrano (Miss Eleganza Roma)

42) Sabrina Esposito (Miss Eleganza Campania)

43) Claudia Di Comite (Miss Eleganza Puglia)

44) Cristina Pappalardo (Miss Eleganza Sicilia)

45) Margherita Maritano (Ragazza in Gambissime Valle d'Aosta)

46) Cristina Marini (Ragazza in Gambissime Piemonte)

47) Giada Tosolini (Ragazza in Gambissime Friuli Venezia Giulia)

48) Diana Pilla (Ragazza in Gambissime Veneto)

49) Arianna Marchetti (Ragazza in Gambissime Triveneto)

50) Stefania Attanasio (Ragazza in Gambissime Toscana)

51) Martina Mazzarini (Ragazza in Gambissime Marche)

52) Monia D'Ambrosio (Ragazza in Gambissime Lazio)

53) Ketty Lillo (Ragazza in Gambissime Puglia)

54) Giusy Mellace (Ragazza in Gambissime Calabria)

55) Maria Teresa Ferrata (Ragazza in Gambissime Sicilia)

56) Selena Lanucara (Ragazza in Gambissime Sardegna)

57) Roberta Comoglio (Top Model Tomorrow Piemonte)

58) Marika Colombo (Top Model Tomorrow Lombardia)

59) Eva Tuzzi (Top Model Tomorrow Friuli Venezia Giulia)

60) Lisa Gritti (Top Model Tomorrow Veneto)

61) Annalisa Baldini (Top Model Tomorrow Emilia)

62) Paola Mariani (Top Model Tomorrow Romagna)

63) Linda Barbagli (Top Model Tomorrow Toscana)

64) Sarah Porrazzo (Top Model Tomorrow Marche)

65) Alessandra Liberatori (Top Model Tomorrow Lazio)

66) Marika Lazzaro (Top Model Tomorrow Campania)

67) Francesca Vasile (Top Model Tomorrow Puglia)

68) Emanuela Valli (Top Model Tomorrow Sardegna)

69) Ingrid Gheser (Miss Wella Friuli Venezia Giulia)

70) Elisa Arcangeli (Miss Wella Veneto)

71) Elena Camarin (Miss Wella Triveneto)

72) Linda Cerra (Miss Wella Emilia)

73) Antonella Longo (Miss Wella Romagna)

74) Claudia Charioni (Miss Wella Toscana)

75) Romina Cannoni (Miss Wella Umbria) (ritirata)

76) Susanna Pulcinella (Miss Wella Lazio)

77) Stella Petrizzelli (Miss Wella Abruzzo)

78) Laura Tresa (Miss Wella Campania)

79) Romina Accardi (Miss Wella Sicilia)

80) Barbara Spanu (Miss Wella Sardegna)